# Terry's Tea Party
Terry's Tea Party è un cortometraggio muto del 1916 diretto da Larry Semon.

## Produzione
Il film fu prodotto dalla Vitagraph Company of America.

## Distribuzione
Distribuito dalla General Film Company, il film - un cortometraggio in una bobina - uscì nelle sale cinematografiche statunitensi il 28 aprile 1916.